# 皮耶罗·塔鲁菲
皮耶罗·塔鲁菲（義大利語：Piero Taruffi，1906年10月12日—1988年1月12日）是一名出生于意大利阿尔巴诺拉齐亚莱的赛车手。
他参加了18场一级方程式大奖赛，赢得了其中1场比赛，生涯总积分为41分。他还参加过数场非锦标赛的一级方程式比赛以及跑车比赛。
塔鲁菲在1952年瑞士大奖赛中驾驶法拉利取得胜利，法拉利的另一名车手鲁迪·菲舍尔则取得第二名。